# 아인데플라

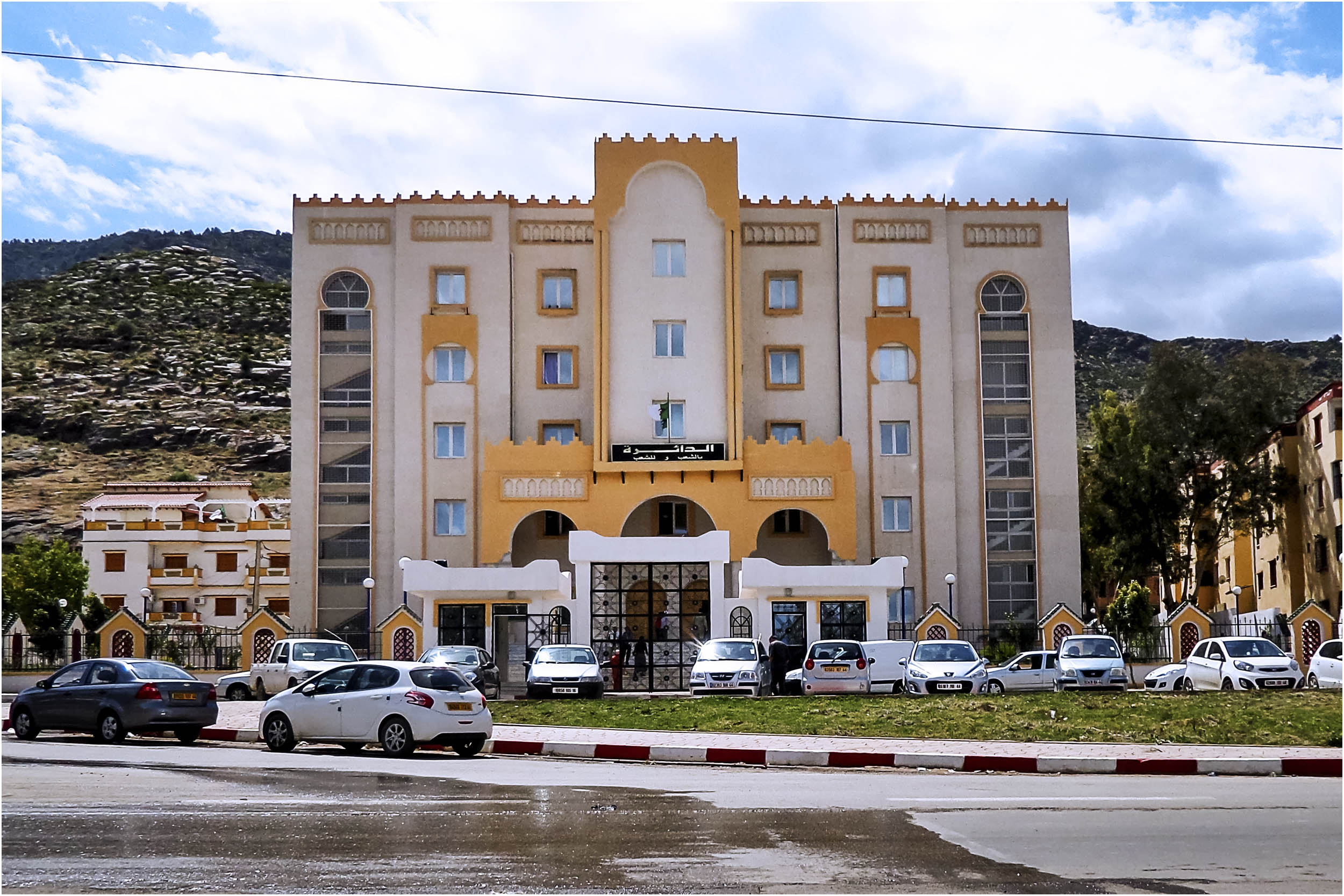

아인데플라(아랍어: عين الدفلى, 프랑스어: Aïn Defla)는 알제리의 도시로 아인데플라 주의 주도이며 높이는 980m, 인구는 52,276명(1998년 기준)이다.